# Sapo
Sapo (sovint escrit SAPO) és un grup musical que fusiona funk, metal i rock contundent amb lletres divertides i infantils. Van guanyar el primer concurs de maquetes Sona9. Segons la revista Enderrock, el seu disc Vatua (Música Global, 2002) forma part dels 100 millors discos del rock i la cançó en català. Són també millor grup revelació dels premis Enderrock 2003.
Jordi Busquets Rovira (Puig-reig, 1972) és un guitarrista, compositor i productor català. Va ser un dels fundadors del grup de rock Sapo i és col·laborador habitual de Quimi Portet i Albert Pla.

## Membres
Els membres del grup Sapo:
- Gabi Díaz
- Jordi Busquets
- Xevi Camp
- Lluís Riera